# 趙良燕
趙良燕（1954年3月9日—），生於台灣高雄縣（今高雄市），籍貫四川涪陵縣，中華民國（台灣）政治人物，親民黨籍。曾任職立法委員。

## 生平
趙良燕原姓朱，出身高雄眷村，自幼由趙文輝先生扶養，改姓趙，取名良燕，

## 外部連結
- 立法院 （页面存档备份，存于）